# Koisuru Angel Heart
Singles de V-u-den
Aisu Cream to My Purin
(2006) Jaja Uma Paradise
(2007)
 Koisuru Angel Heart  (恋する♡エンジェル♡ハート) est le 8e single du groupe V-u-den.

## Présentation
Le single, écrit et produit par Tsunku, sort le 23 mai 2007 au Japon sous le label Piccolo Town. Il atteint la 17e place du classement de l'Oricon. Il se vend à 8 791 exemplaires la première semaine, et reste classé pendant trois semaines, pour un total de 10 873 exemplaires vendus durant cette période. Il sort aussi dans une édition limitée avec une pochette différente, incluant un DVD en supplément. Il sort également au format "Single V" (DVD contenant le clip) une semaine plus tard, le 30 mai 2007.
La chanson-titre figurera sur la compilation du groupe, V-u-den Single Best 9 Vol.1 Omaketsuki qui sortira six mois plus tard. Le clip vidéo figurera aussi sur les DVD Petit Best 8 de fin d'année et V-u-den Single V Clips 2 ~Arigatō V-u-den Debut Kara no Daizenshū~ de 2008.
Interprètes
- Rika Ishikawa
- Erika Miyoshi
- Yui Okada

## Liste des titres
Toutes les chansons sont écrites et composées par Tsunku.
| 1. | Koisuru Angel Heart (恋する♡エンジェル♡ハート)                   | Jun Yamazaki     | 3:42 |
| 2. | Let's Live! (LET'S LIVE!)                                        | Shoichiro Hirata | 4:31 |
| 3. | Koisuru Angel Heart (Instrumental) (恋する♡エンジェル♡ハート...) | Jun Yamazaki     | 3:39 |

| 1. | Koisuru Angel Heart (Dance Shot Ver.) (恋する♡エンジェル♡ハート...) |  |

| 1. | Koisuru Angel Heart (恋する♡エンジェル♡ハート)                       |  |
| 2. | Koisuru Angel Heart (White Angel Ver.) (恋する エンジェル ハート...) |  |
| 3. | Making Eizo (メイキング映像)                                         |  |